# The Big Picture (album d'Elton John)
Pour les articles homonymes, voir The Big Picture.
Albums de Elton John
Made in England
(1995) Elton John and Tim Rice's AIDA
(1999)
The Big Picture, paru en 1997, est le vingt-sixième album studio d'Elton John.
Outre les singles "Recover Your Soul" et "If The River Can Bend", l'album contient la version solo de "Live Like Horses" (qu'Elton John avait interprété en duo avec Luciano Pavarotti) et le titre "Something About The Way You Look Tonight", présent sur le single "Candle In The Wind 97'", dédié à la princesse Diana (single le plus vendu au monde, avec 33 millions d'exemplaires).
Cet album est celui de la discographie d'Elton John dont le parolier Bernie Taupin est le moins fier.

## Liste de chansons
1. Long way From Happiness
2. Live Like Horses
3. The End Will Come
4. If The River Can Bend
5. Love's Got A Lot To Answer For
6. Something About The Way You Look Tonight
7. The Big Picture
8. Recover Your Soul
9. January
10. I Can't Steer My Heart Clear Of You
11. Wicked Dreams